# Comuna Velîki Viknînî, Zbaraj
Velîki Viknînî (în ucraineană Великі Вікнини) este o comună în raionul Zbaraj, regiunea Ternopil, Ucraina, formată din satele Kotiujînî, Mali Viknînî și Velîki Viknînî (reședința).

## Demografie
Componența lingvistică a comunei Velîki Viknînî
     Ucraineană (98,32%)
     Rusă (1,5%)
     Alte limbi (0,09%)
Conform recensământului din 2001, majoritatea populației comunei Velîki Viknînî era vorbitoare de ucraineană (98,32%), existând în minoritate și vorbitori de rusă (1,5%).